# Lukenye (rivière)
Pour les articles homonymes, voir Lukenye.
La Lukenye ou Lukenie est une rivière de la république démocratique du Congo qui prend source dans le territoire de Katako-Kombe en province du Kasaï-Oriental, traverse le Kasaï-Occidental et se jette dans la rivière Mfimi, sous-affluent du fleuve Congo par le Kasaï dans la province du Bandundu.